# Gubbängen (tunnelbanestation)
Station Gubbängen ligger inom Stockholms tunnelbana i stadsdelen Gubbängen i Söderort inom Stockholms kommun och trafikeras av Gröna linjen (linje 18). Stationen ligger mellan Hökarängens och Tallkrogens stationer. Avståndet från station Slussen är 6,7 kilometer och stationen togs i bruk den 1 oktober 1950, när tunnelbanelinjen Slussen–Hökarängen invigdes. Mot söder leds banan på en viadukt över Gubbängsfältet.
Stationen har en plattform utomhus utmed Lingvägen och Gubbängstorget. Entrén nås via en gångtunnel antingen från Herrhagsvägen eller från Gubbängstorget / Knektvägen.
Den konstnärliga utsmyckningen utgörs av verket Väktare, två bronsskulpturer av Ragnhild Alexandersson, från 1994.

## Bilder

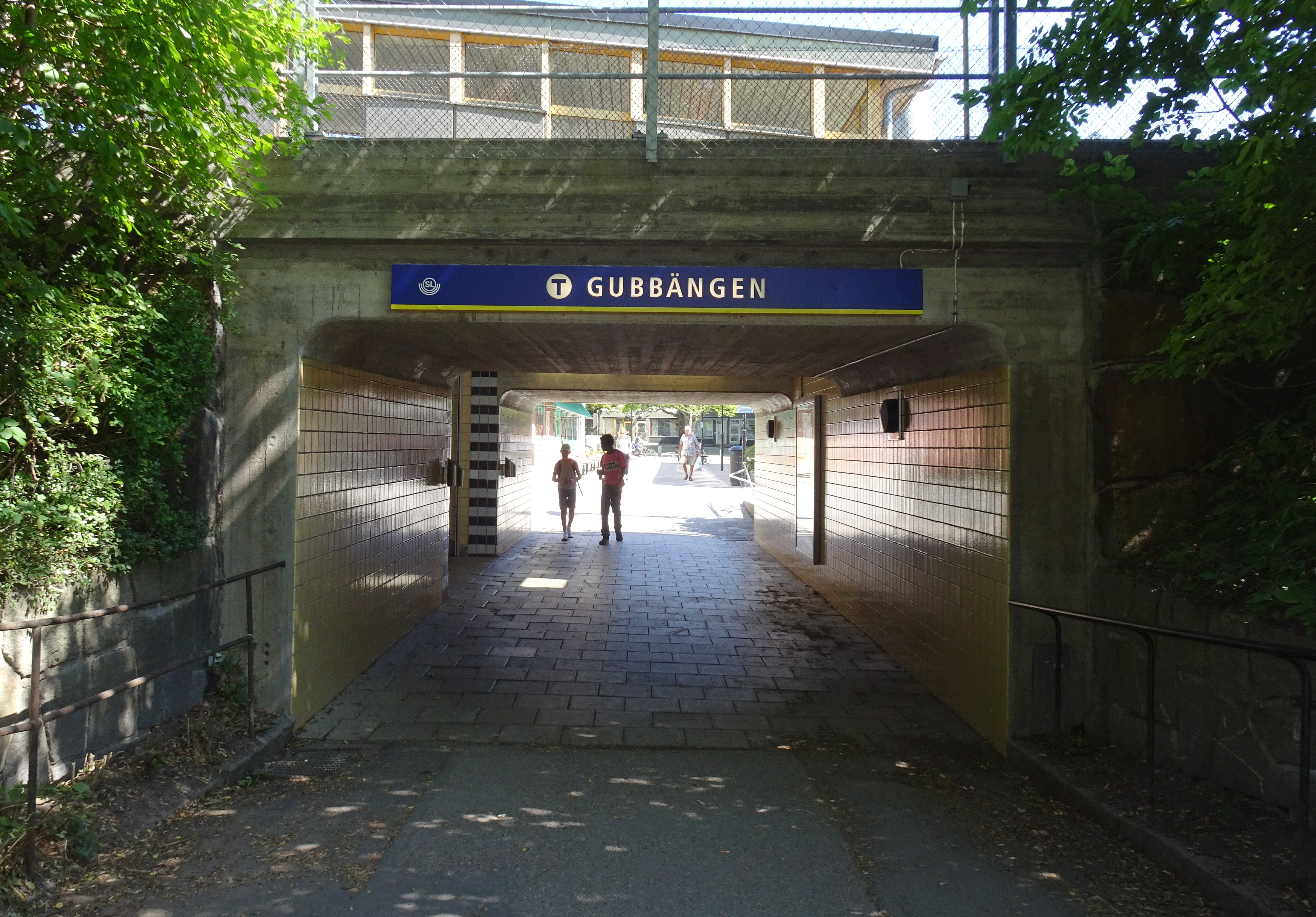
Gångtunnel
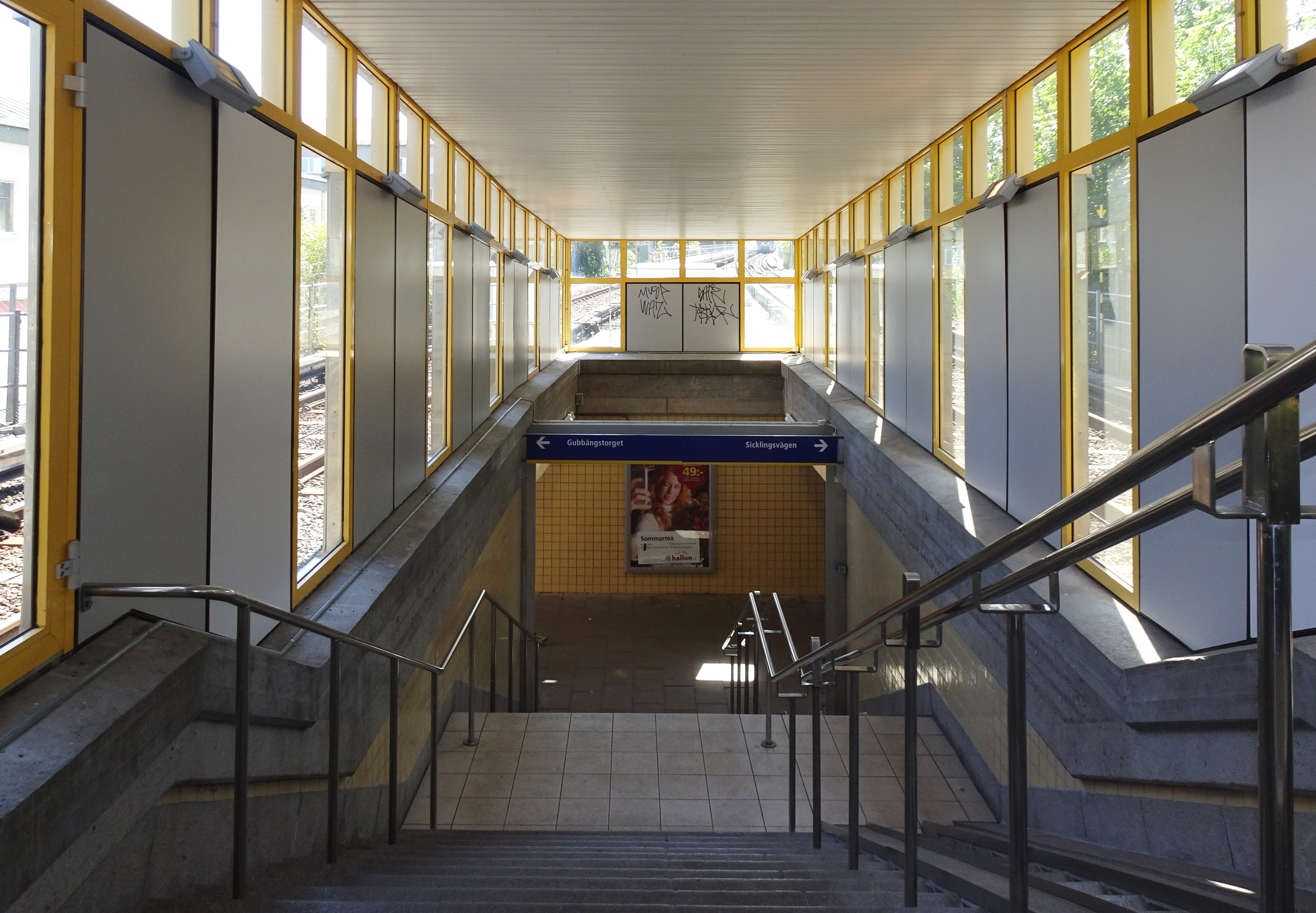
Uppgång till tunnelbanan
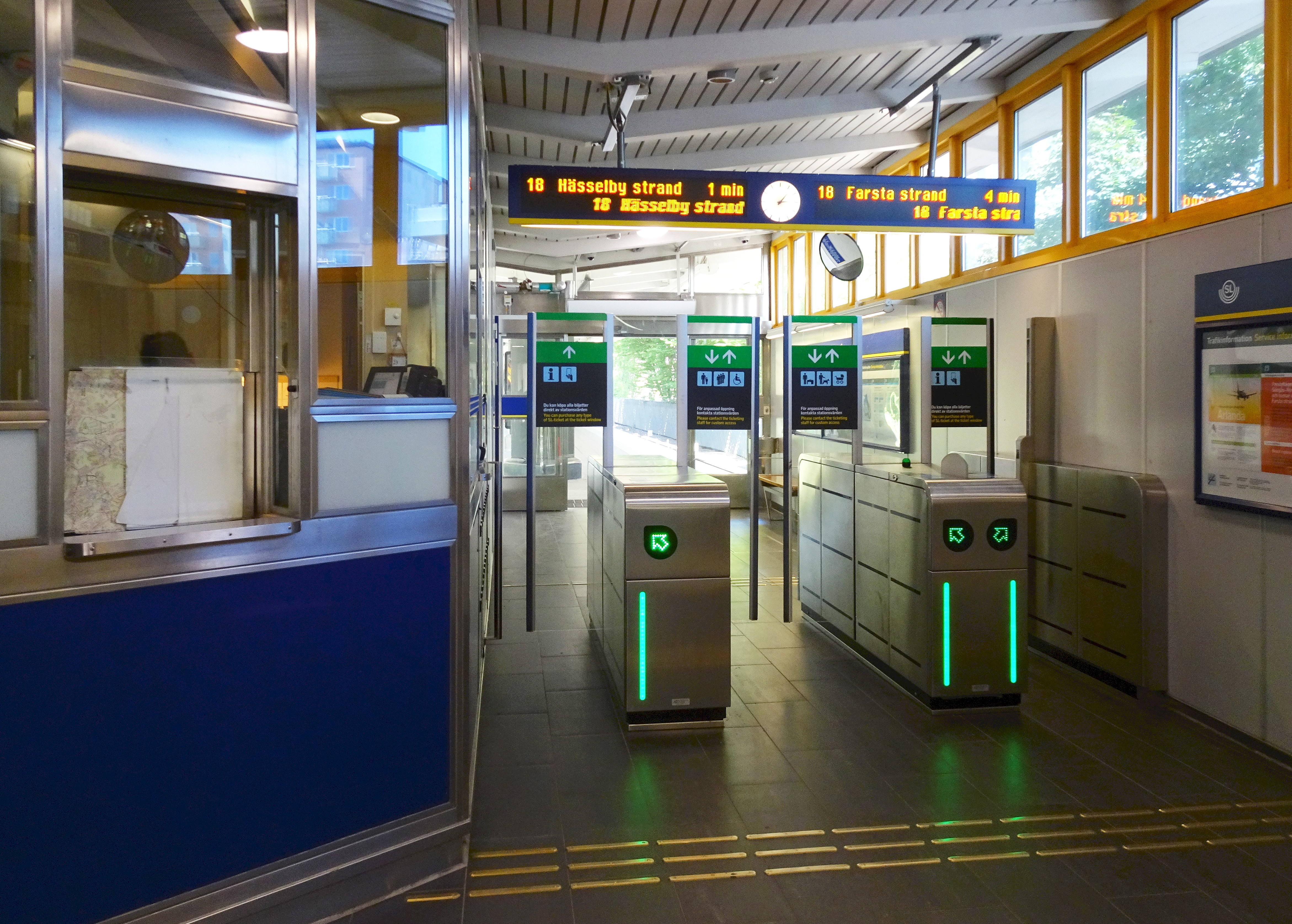
Södra spärren
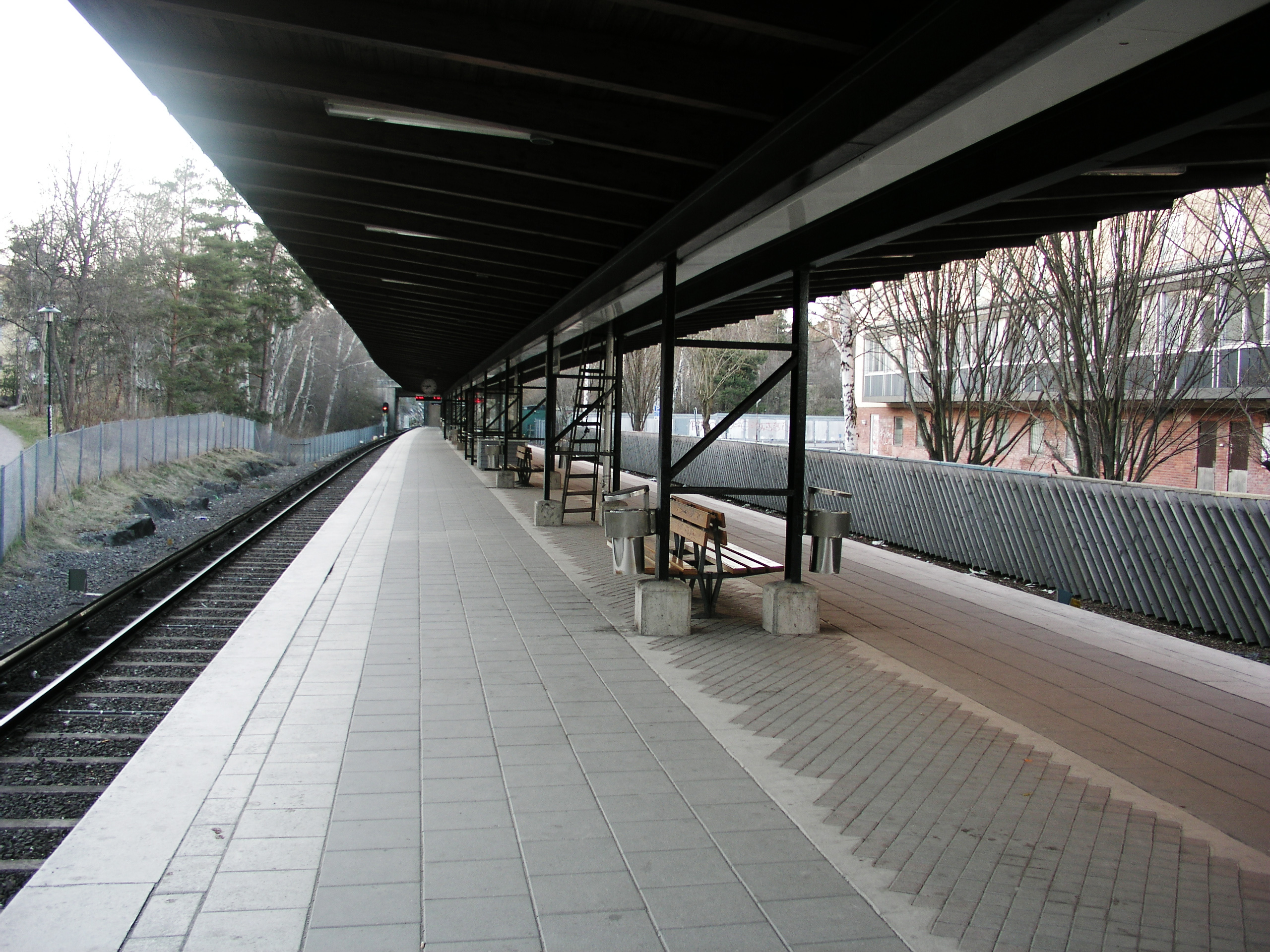
Perrongen
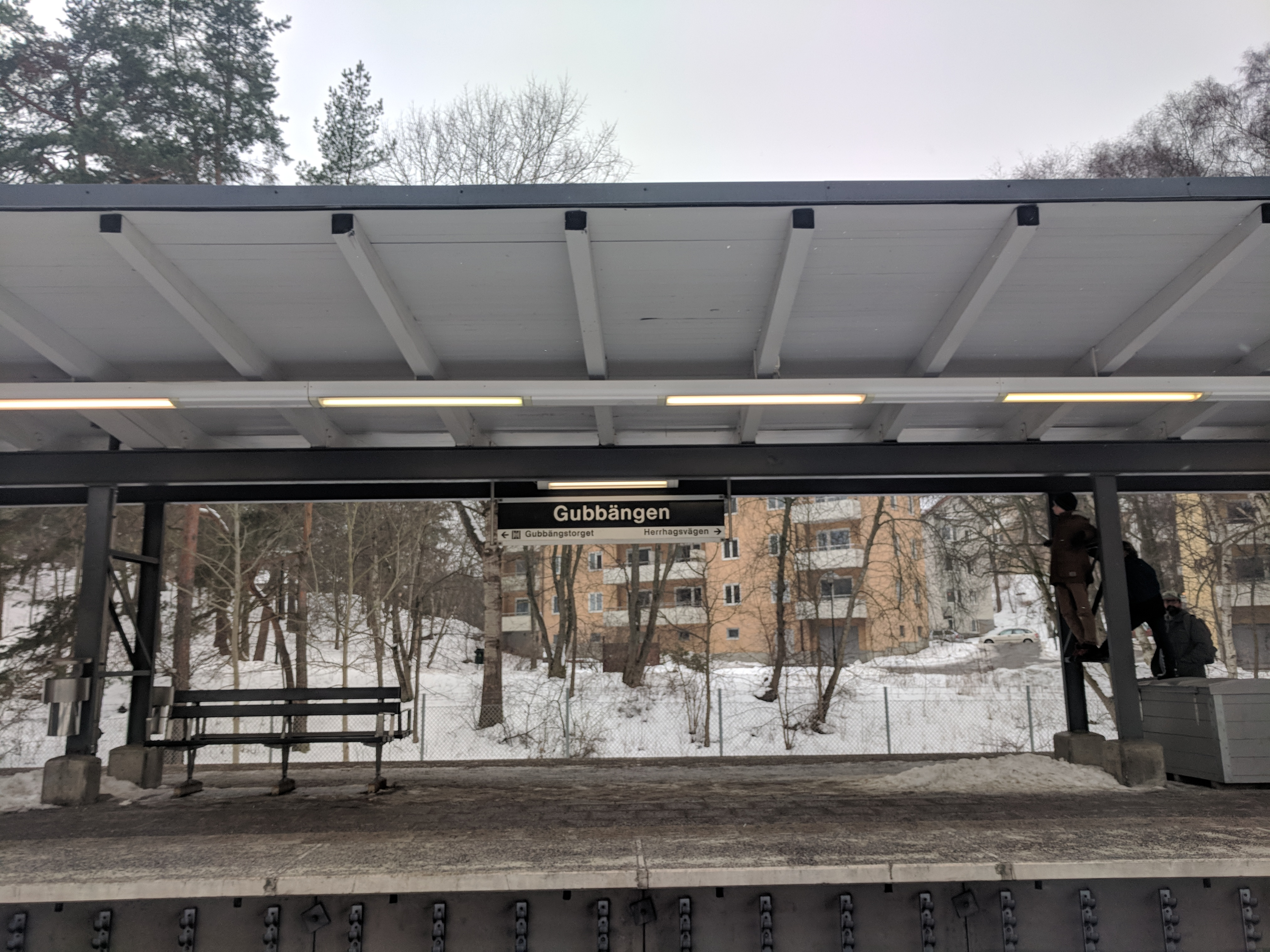
Perrongen
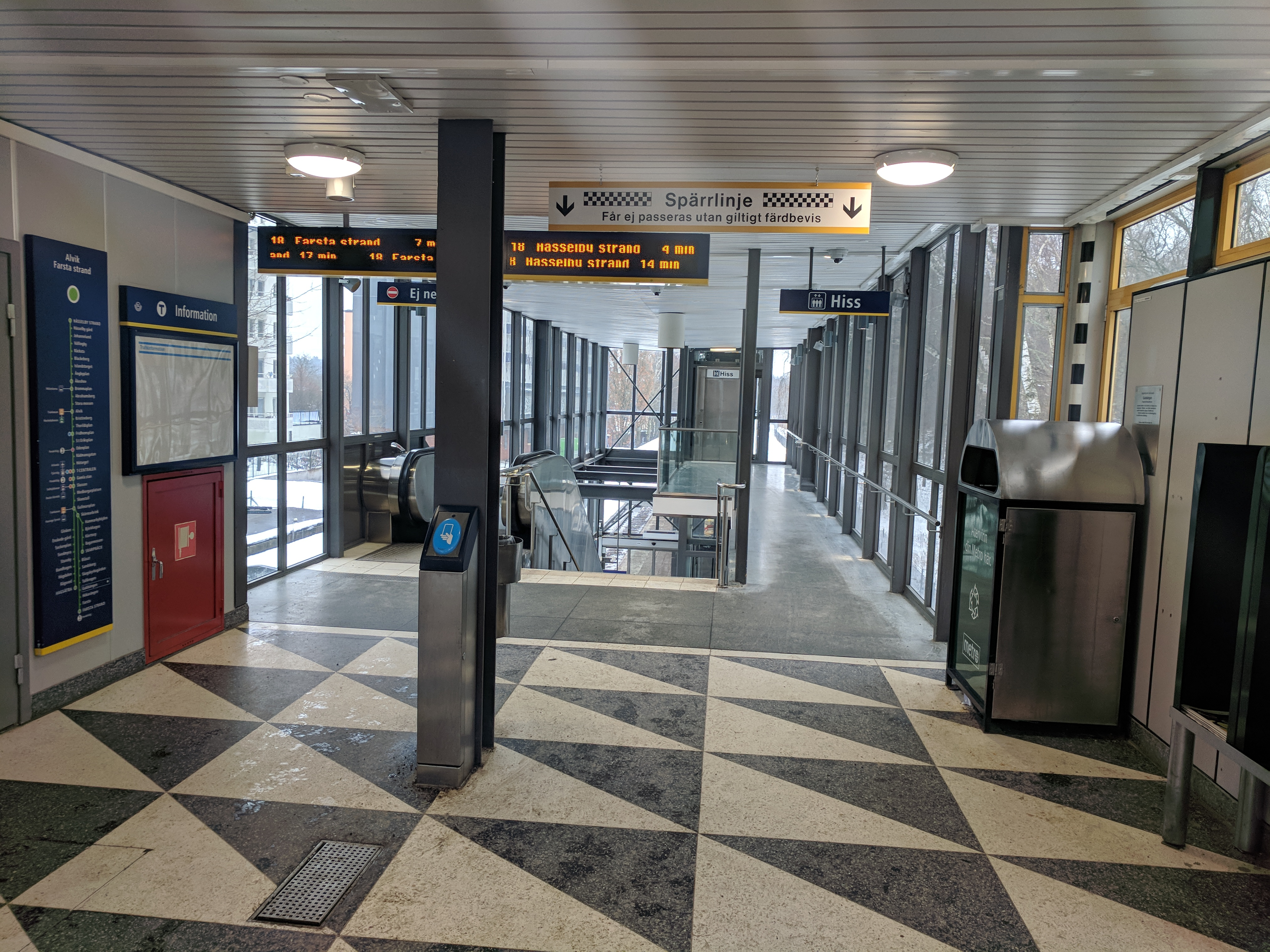
Norra spärren